# 大念寺 (出雲市)
大念寺（だいねんじ）は、島根県出雲市今市町にある浄土宗の寺院。
山号は佛光山、院号は常照院。本尊は阿弥陀如来。境内に今市大念寺古墳がある。

## 歴史
寺伝によると、享徳元年（1452）尼子氏の出身と伝えられる榮休上人によって、上成（出雲市今市町）の地に建立。
承応年間（1652～1655）第11世單譽閑龍上人の時、現在の場所に移転。
文政年間（1818～1830）火災に遭う。
明治4年（1871）5月25日、大念寺に西学教導所、高勝寺（塩冶町）に南学教導所が置かれる。
明治6年（1873）5月12日、大念寺を仮校舎として神門郡今市村第七番小学校（今市小学校）開校。（同年9月に移転）
明治15年（1886）1月18日、本堂を役場として貸していたが、当直職員の火の不始末で焼失。この時焼け残った山門は、大念寺稲荷の門として再利用される。
明治32年（1899）本堂を再建。
明治40年（1907）5月、皇太子（大正天皇）山陰道行啓の際、随行の東郷平八郎大将の宿泊所となる。
昭和61年（1986）護念会館が完成。

## 境内
- 観音堂
- 大念寺稲荷  - 南北朝時代、塩冶高貞によって塩冶郷の鬼門の位置に勧請されたと伝わる。

- 一畑薬師灯籠（上町講）
- 六地蔵
- 十王堂
- 歳徳神
- 今市大念寺古墳
- 無縁堂  - 無縁堂は、大念寺境内にあった仏堂。山号を法界山。創建年は不明、正徳5年（1715）今市町武田彌三衛門が再建。享保17年（1732）に再々建。本尊は阿弥陀如来、恵心僧都の作と伝わり、塩冶高貞の守仏であると言われている。

## 所在地
〒693-0001島根県出雲市今市町１６９６番地

## 交通アクセス
- JR山陰線　出雲市駅　徒歩15分
- 一畑電鉄　出雲科学館前　徒歩1分